# Berluc
Berluc est un groupe de rock allemand, originaire de l'Allemagne de l'Est.

## Histoire
Le nom du groupe est dérivé des premières lettres des villes d'origine des membres fondateurs Berlin et Luckenwalde. Il se fait connaître dans tout le pays en 1978 avec Hallo Erde, hier ist Alpha, née d'un faible parmi les membres du groupe pour la littérature de science-fiction ; la composition est d'Alexander Stehr, les paroles de Sabine Heese. Le titre a la première place sept semaines dans le Tip-Parade, quatre fois dans le Tip-Disko et est 7e du Jahreshitparade en 1978. En 1979, le premier album Reise zu den Sternen, inspiré du hard rock, sort chez Amiga. Un album suit en 1981 sur le label ouest-allemand Teldec, qui est une compilation de chansons du premier album ainsi que d'autres enregistrements radio, dont certains sont plus tard inclus sur le LP Hunderttausend Urgewalten en 1982. Berluc est à nouveau numéro un avec No Bomb, numéro un du Jahreshitparade en 1983. En avril 1984, le groupe fait une tournée en Union soviétique et accompagne le groupe tchécoslovaque Auto-Rodeo à travers le pays pendant l'été. La même année, la chanson Die Erde lebt est quatrième du Jahreshitparade. En 1985, l'album Rocker von der Küste fait référence à la ville d'adoption Rostock. Berluc a ses derniers succès dans le Jahreshitparade en 1988 avec Ganz nah (5e place) et Nach Heimat (6e place).
Après Die Wende, le groupe se dissout temporairement et revient en 1993. Il donne à nouveau des concerts, principalement dans les Länder de l'ouest. Le chef du groupe est le batteur Dietmar Ränker, qui vit toujours à Rostock depuis sa création. Les autres membres du groupe vivent à Halle et à Berlin.

## Discographie
Albums
- 1979 : Reise zu den Sternen (Amiga)
- 1981 : Berluc (Teldec)
- 1982 : Hunderttausend Urgewalten (Amiga)
- 1985 : Rocker von der Küste (Amiga)

Singles
- 1977 : Wer hat mein Geld / Disko-Typ
- 1978 : Hallo Erde hier ist Alpha / Bleib Sonne bleib
- 1978 : Computer 3/4x 7 Du bist kein Mensch
- 1980 : Bernsteinlegende / Hunderttausend Urgewalten
- 1981 : Bernsteinlegende / Hunderttausend Urgewalten
- 1982 : Gradaus / No Bomb
- 1984 : Die Erde lebt / Fieber
- 1985 : Tausend Hände / Zeig dein Gesicht
- 1988 : Wie ein Regenbogen (EP)
- 1994 : Nachhaus (Maxi-Single, Polyband)

## Membres
Jusqu'en 1990
- Dietmar Ränker – batterie
- Manfred Kähler – chant (jusqu'en 1988)
- Alexander Stehr – claviers (jusqu'en 1983)
- Rainer Schilling – claviers (1984–1987)
- Günter Briesenick – guitare basse (jusqu'en 1981)
- Gerd Pöppel – guitare (jusqu'en 1982, wechselte zu Monokel)
- Uwe Carsten – guitare basse (1981)
- Wolfgang Hoffmann – guitare basse (1982–1984)
- Detlef Brauer – chant, guitare (1982–1984)
- Tino Schultheis – guitare basse (1984)
- Wilfried Kaminski – guitare (à partir de 1984)
- Ralf Dohanetz – chant (à partir de 1988)
- Bernd Fleischer – guitare, claviers (à partir de 1988)
- Johannes Pistor – guitare (à partir de 1986)
- Andreas Schenker – chant (début 1989–1991)

Depuis 1993
- Dietmar Ränker – batterie
- Ronnie Pilgrim – chant
- Uwe Carsten – guitare basse (depuis 2012)
- Bert Hoffmann – guitare
- Uwe Märzke – claviers
- Tino Schultheis – guitare basse (1993–2012)

## Source de la traduction
- (de) Cet article est partiellement ou en totalité issu de l’article de Wikipédia en allemand intitulé « Berluc » (voir la liste des auteurs).